# Dichromodes petrilineata
Dichromodes petrilineata là một loài bướm đêm trong họ Geometridae.